# Trachystola
Trachystola är ett släkte av skalbaggar. Trachystola ingår i familjen långhorningar.
Kladogram enligt Catalogue of Life:
| Trachystola | \| \| Trachystola granulata \| \| \| \| \| \| Trachystola puncticollis \| \| \| \| \| \| Trachystola scabripennis \| \| \| \| |
|             | \| \| Trachystola granulata \| \| \| \| \| \| Trachystola puncticollis \| \| \| \| \| \| Trachystola scabripennis \| \| \| \| |
|             | Trachystola granulata |
|             | |
|             | Trachystola puncticollis |
|             | |
|             | Trachystola scabripennis |
|             | |